# Torre de Babel
A narrativa da Torre de Babel (em hebraico: מִגְדַּל בָּבֶל; romaniz.: Migdal Bavel) é o mito fundador que explica a razão de existirem diferentes línguas.
De acordo com a narrativa, em Gênesis 11:1–9, a humanidade unida nas gerações seguintes ao Dilúvio, falando uma única língua e migrando para o leste, chega à terra de Sinar (שִׁנְעָר). Lá, eles concordam em construir uma cidade e uma torre alta o suficiente para alcançar o céu. Deus, observando a cidade e a torre, confunde sua fala para que não se entendam mais e os espalha pelo mundo.
Alguns estudiosos modernos associaram a Torre de Babel a estruturas conhecidas, notadamente o Etemenanqui, um zigurate dedicado ao deus mesopotâmico Marduque na Babilônia, que em hebraico era chamado de Babel (בבל). Uma história suméria com elementos semelhantes é contada na lenda Enmercar e o Senhor de Arata [en].

## Narrativa bíblica

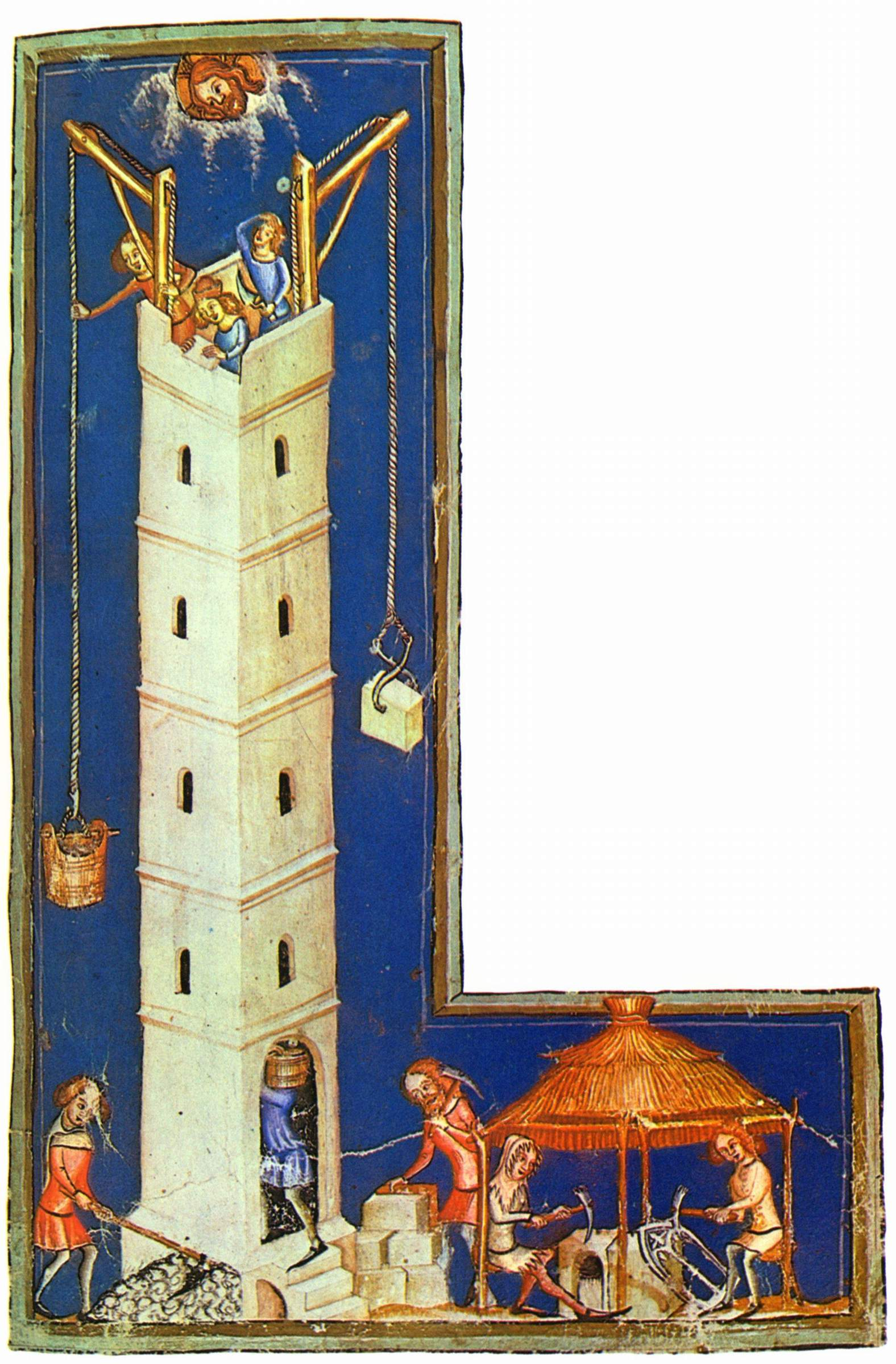
Representação alemã da Alta Idade Média (c. 1370) da construção da torre

«1Ora toda a terra tinha uma só linguagem e um só modo de falar.
2Viajando os homens para o Oriente, acharam uma planície na terra de Sinear; e ali habitaram.
3Disseram uns aos outros: Vinde, façamos tijolos e queimemo-los bem. Os tijolos lhes serviram de pedras, e o betume de cal.
4E disseram: Vinde, edifiquemos para nós uma cidade e uma torre, cujo cume chegue até o céu, e façamo-nos um nome; para que não sejamos espalhados sobre a face de toda a terra.
5Porém desceu Jeová para ver a cidade e a torre, que os filhos dos homens edificavam.
6Disse Jeová: Eis que o povo é um só, e todos eles têm uma só linguagem. Isto é o que começam a fazer: agora nada lhes será vedado de quanto intentam fazer.
7Vinde, desçamos e confundamos ali a sua linguagem, para que não entendam a linguagem um do outro.
8Assim Jeová os espalhou dali sobre a face de toda a terra; e cessaram de edificar a cidade.
9Por isso se chamou o seu nome Babel, porquanto ali confundiu Jeová a linguagem de toda a terra; e dali os espalhou sobre a face de toda a terra.» (Gênesis 11:1)

## Etimologia
A frase "Torre de Babel" não aparece na Bíblia; é sempre "a cidade e a torre" (אֶת-הָעִיר וְאֶת-הַמִּגְדָּל) ou apenas "a cidade" (הָעִיר). A derivação original do nome Babel (também o nome hebraico para Babilônia) é incerta. O nome nativo acadiano da cidade era Bāb-ilim, que significa "portão de Deus". No entanto, essa forma e interpretação em si são agora geralmente consideradas o resultado de uma etimologia popular acadiana aplicada a uma forma anterior do nome, Babila, de significado desconhecido e provavelmente de origem não-semítica. De acordo com a Bíblia, a cidade recebeu o nome de "Babel" do verbo hebraico בָּלַ֥ל (bālal), que significa misturar ou confundir.

## Composição

### Gênero
A narrativa da torre de Babel Gênesis 11:1–9 é uma etiologia ou explicação de um fenômeno. Etiologias são narrativas que explicam a origem de um costume, ritual, característica geográfica, nome ou outro fenômeno. A história da Torre de Babel explica a origem da multiplicidade de línguas. Deus estava preocupado com o fato de os humanos terem blasfemado construindo a torre para evitar um segundo dilúvio, então Deus trouxe à existência vários idiomas. Assim, os humanos foram divididos em grupos linguísticos, incapazes de se entenderem.

### Temas
O tema da história da competição entre Deus e os humanos aparece em outro lugar em Gênesis, na história de Adão e Eva no Jardim do Éden. A interpretação judaica do primeiro século encontrada em Flávio Josefo explica a construção da torre como um ato arrogante de desafio a Deus ordenado pelo tirano arrogante Ninrode. No entanto, houve alguns desafios contemporâneos a esta interpretação clássica, com ênfase no motivo explícito da homogeneidade cultural e linguística mencionado na narrativa (v. 1, 4, 6). Essa leitura do texto vê as ações de Deus não como um castigo pelo orgulho, mas como uma etiologia das diferenças culturais, apresentando Babel como o berço da civilização.

### Autoria e crítica da fonte
A tradição judaica e cristã atribui a composição de todo o Pentateuco, que inclui a história da Torre de Babel, a Moisés . Os estudos bíblicos modernos rejeitam a autoria mosaica do Pentateuco, mas estão divididos quanto à questão de sua autoria. Muitos estudiosos subscrevem alguma forma de hipótese documental, que argumenta que o Pentateuco é composto de múltiplas "fontes" que foram posteriormente fundidas. Os estudiosos que defendem essa hipótese, como Richard Elliot Friedman [en], tendem a ver Gênesis 11:1-9 como sendo composto pela fonte javista. Michael Coogan [en] sugere o jogo de palavras intencional em relação à cidade de Babel, e o barulho do "balbucio" das pessoas é encontrado nas palavras hebraicas tão facilmente quanto em inglês, é considerado típico da fonte javista. John Van Seters [en], que apresentou modificações substanciais na hipótese, sugere que esses versículos são parte do que ele chama de "estágio pré-javista". Outros estudiosos rejeitam todas as hipóteses documentais. Os estudiosos "minimalistas" tendem a ver os livros de Gênesis a 2 Reis como escritos por um único autor anônimo durante o período helenístico. Philippe Wajdenbaum sugere que a história da Torre de Babel é uma evidência de que este autor estava familiarizado com as obras de Heródoto e Platão.

## Mitologia comparada

### Paralelo sumério e assírio
Há um mito sumério semelhante ao da Torre de Babel, chamado Enmercar e o Senhor de Arata [en], onde Enmercar de Uruque está construindo um grande zigurate em Eridu e exige um tributo de materiais preciosos de Arata [en] para sua construção, em um ponto recitando um encantamento implorando ao deus Enqui para restaurar (ou na tradução de Kramer, para interromper) a unidade linguística das regiões habitadas—chamadas de Subartu, Hamazi [en], Sumer, Uri-ki e a terra Martu, "o todo o universo, as pessoas bem guardadas—que todos eles se dirijam a Enlil juntos em uma única língua."
Além disso, um outro mito assírio, datado do século VIII a.C., durante o Império Neoassírio (911–605 a.C.), apresenta uma série de semelhanças com a história bíblica escrita posteriormente.

### Paralelo greco-romano
Na mitologia grega, grande parte da qual foi adotada pelos romanos, existe um mito conhecido como Gigantomaquia, a batalha travada entre os gigantes e os deuses do Olimpo pela supremacia do cosmos. Na narrativa de Ovídio sobre o mito, os gigantes tentam alcançar os deuses no céu empilhando montanhas, mas são repelidos pelos raios de Júpiter. A. S. Kline traduz Metamorfoses 1.151-155 como:
"Tornando as alturas do céu não mais seguras do que a terra, eles dizem que os gigantes tentaram tomar o reino celestial, empilhando montanhas até as estrelas distantes. Então o todo-poderoso pai dos deuses lançou seu raio, quebrou o Olimpo e jogou o Monte Pelion de Ossa abaixo."
O erudito bíblico Philippe Wajdenbaum sugere que o autor do Gênesis estava familiarizado com o mito da Gigantomaquia e o usou para compor a história da Torre de Babel.

### México
Várias tradições semelhantes à da torre de Babel são encontradas na América Central. O frade dominicano Diego Durán [en] (1537–1588) relatou ter ouvido um relato sobre a pirâmide de um padre de cem anos em Cholula, logo após a conquista do México. Ele escreveu que foi informado que quando a luz do sol apareceu pela primeira vez na terra, gigantes apareceram e partiram em busca do sol. Não o encontrando, eles construíram uma torre para alcançar o céu. Deus, irado, convocou os habitantes do céu, que destruíram a torre e espalharam seus habitantes. A história não foi relacionada a um dilúvio ou confusão de línguas, embora Frazer conecte sua construção e a dispersão dos gigantes com a Torre de Babel.
Outra história, atribuída pelo historiador nativo Fernando de Alva Ixtlilxóchitl [en] (c. 1565–1648) aos antigos toltecas, afirma que depois que os homens se multiplicaram após um grande dilúvio, eles ergueram um zacuali alto ou torre, para se preservarem no evento de um segundo dilúvio. No entanto, suas línguas foram confundidas e eles foram para partes diferentes da terra.

### Arizona
Ainda outra história, atribuída ao povo Tohono Oʼodham [en], afirma que Montezuma [en] escapou de uma grande inundação, então se tornou perverso e tentou construir uma casa que chegasse ao céu, mas o Grande Espírito a destruiu com raios.

### Cherokee
Uma versão da história de origem cherokee contada em 1896 tem uma narrativa da torre e uma narrativa do dilúvio: "Quando vivíamos além das grandes águas, havia doze clãs pertencentes à tribo cherokee. E de volta ao velho país em que vivíamos, o país estava sujeito a grandes inundações. Então, com o passar do tempo, realizamos um conselho e decidimos construir um armazém que chegasse ao céu. Os cherokees disseram que quando a casa fosse construída e as enchentes viessem, a tribo simplesmente deixaria a terra e iria para o céu. E começamos a construir uma grande estrutura, e quando ela estava se elevando em um dos céus mais altos, as grandes potências destruíram o ápice, reduzindo-o a cerca de metade de sua altura. Mas como a tribo estava totalmente determinada a construir para o céu por segurança, eles não desanimaram, mas começaram a reparar os danos causados pelos deuses. Finalmente, eles concluíram a estrutura elevada e se consideraram a salvo das enchentes. Mas depois que foi concluído, os deuses destruíram a parte alta, novamente, e quando eles decidiram reparar o dano, descobriram que a linguagem da tribo estava confusa ou destruída."

### Botswana
De acordo com David Livingstone, as pessoas que ele conheceu morando perto do lago Ngami [en] em 1849 tinham essa tradição, mas com as cabeças dos construtores ficando "rachadas pela queda do andaime".

### Outras tradições
Em seu livro de 1918, Folklore in the Old Testament [en], o antropólogo social escocês Sir James George Frazer documentou semelhanças entre histórias do Antigo Testamento, como o Dilúvio, e lendas indígenas em todo o mundo. Ele identificou o relato de Livingstone com um conto encontrado na mitologia lozi [en], em que os homens ímpios constroem uma torre de mastros para perseguir o Deus Criador, Nyambe, que fugiu para o céu em uma teia de aranha, mas os homens morrem quando os mastros desabam. Ele ainda relata contos semelhantes dos axantes que substituem os mastros por uma pilha de pilões de mingau. Além disso, Frazer cita essas lendas encontradas entre os congos, bem como na Tanzânia, onde os homens empilham postes ou árvores em uma tentativa fracassada de alcançar a lua. Ele ainda citou os karbis [en] e kukis [en] de Assão como tendo uma história semelhante. As tradições dos karens de Mianmar, que Frazer considerou mostrar clara influência 'abraâmica', também relatam que seus ancestrais migraram para lá após o abandono de um grande pagode na terra dos carenis [en] 30 gerações de Adão, quando as línguas foram confundidas e os karens se separou dos carenis. Ele observa ainda outra versão corrente nas ilhas do Almirantado, onde as línguas da humanidade são confundidas após uma tentativa fracassada de construir casas que chegam ao céu.

## Contexto mitológico

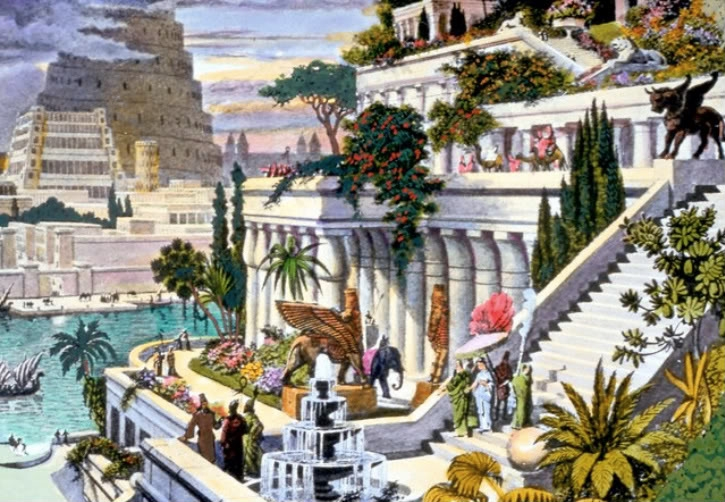
Ilustração do século XIX Jardins Suspensos da Babilônia que mostra a Torre de Babel ao fundo

Os estudiosos da Bíblia veem o livro do Gênesis como mitológico e não como um relato histórico de eventos. Gênesis é descrito como começando com um mito historicizado e terminando com uma história mitificada. No entanto, a história de Babel pode ser interpretada em termos de seu contexto.
Gênesis 10:10 afirma que Babel (LXX: Βαβυλών) fazia parte do reino de Ninrode. A Bíblia não menciona especificamente que Ninrode ordenou a construção da torre, mas muitas outras fontes associaram sua construção com Nimrod.111.
Gênesis 11:9 atribui a versão hebraica do nome, Babel, ao verbo balal, que significa confundir ou confundir em hebraico. O autor judeu romano do primeiro século Flávio Josefo explicou de forma semelhante que o nome era derivado da palavra hebraica Babel (בבל), que significa "confusão".

## Destruição
O relato em Gênesis não menciona qualquer destruição da torre. As pessoas cujas línguas são confundidas simplesmente se espalharam dali pela face da Terra e pararam de construir sua cidade. No entanto, em outras fontes, como o Livro dos Jubileus (capítulo 10 v.18-27), Alexandre, o Polímata (frag. 10), Abideno (frags. 5 e 6), Flávio Josefo ( Antiguidades 1.4.3) e o Oráculos Sibilinos (iii. 117-129), Deus vira a torre com um vento forte. No Talmude, é dito que o topo da torre foi queimado, o fundo foi engolido e o meio foi deixado de pé para sofrer erosão com o tempo (Sinédrio 109a).

## Etemenanqui, o zigurate da Babilônia

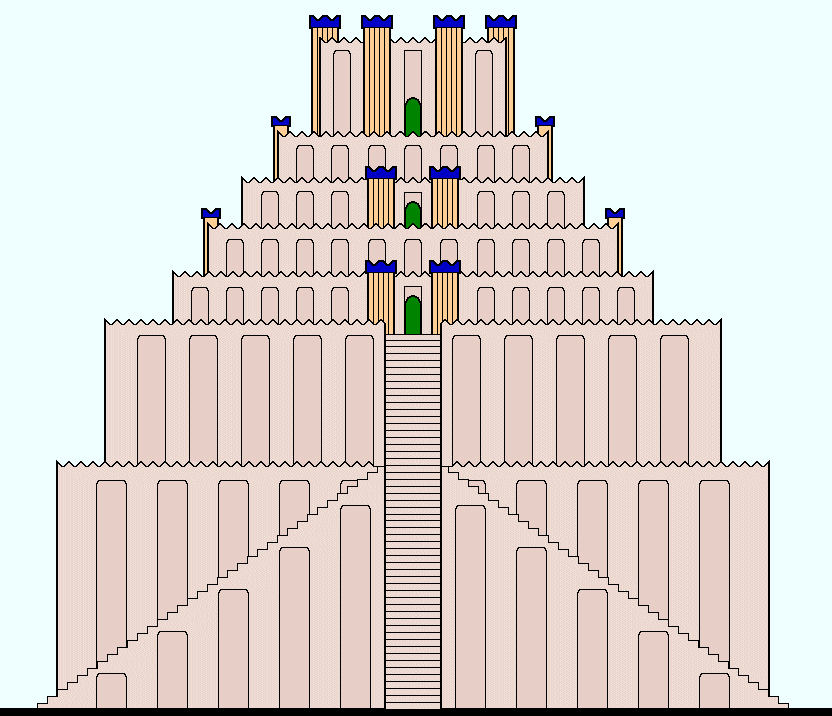
Reconstrução do Etemenanqui

Etemenanqui (sumério: "templo da fundação do céu e da terra") era o nome de um zigurate dedicado a Marduque na cidade da Babilônia. Foi notoriamente reconstruída pelos governantes da dinastia neobabilônica Nabopolassar e Nabucodonosor II do século VI a.C., mas havia caído em ruínas na época das conquistas de Alexandre. Ele conseguiu mover as telhas da torre para outro local, mas sua morte interrompeu a reconstrução, e ela foi demolida durante o reinado de seu sucessor Antíoco Soter. O historiador grego Heródoto (c. 484–425 a.C.) escreveu um relato do zigurate em suas Histórias, que ele chamou de "Templo de Zeus-Belo".
De acordo com estudiosos modernos, a história bíblica da Torre de Babel provavelmente foi influenciada por Etemenanki. Stephen L. Harris propôs que isso ocorreu durante o cativeiro na Babilônia. Isaac Asimov especulou que os autores de Gênesis 11:1–9 foram inspirados pela existência de um zigurate aparentemente incompleto na Babilônia e pela semelhança fonológica entre Bab-ilu babilônico, que significa "portão de Deus", e a palavra hebraica balal, significando "misto", "confuso" ou "confuso". Philippe Wajdenbaum sugere que Gênesis 11:3 se referia diretamente à descrição de Heródoto dos processos de construção usados em Babilônia e Etemenanqui no livro de Histórias I 179 e 181, e foi, portanto, escrito no período helenístico.

## Desenvolvimentos posteriores

### Livro dos Jubileus
O Livro dos Jubileus contém um dos relatos mais detalhados encontrados em qualquer lugar da Torre.
E começaram a construir, e na quarta semana fizeram tijolos com fogo, e os tijolos serviram de pedra, e o barro com que os cimentaram era asfalto que sai do mar e das fontes de água na terra de Sinar. E eles a construíram: por quarenta e três anos eles a construíram; sua largura era de 203 tijolos, e a altura [de um tijolo] era o terço de um; sua altura era de 5.433 côvados e 2 palmas, e [a extensão de uma parede era] treze estádios [e dos outros trinta estádios]. (Jubileus 10: 20-21, tradução de Charles em 1913)

### Pseudo-Philo
Em Pseudo-Philo, a direção da construção é atribuída não apenas a Ninrode, que é feito príncipe dos hamitas, mas também a Joctã, como príncipe dos semitas, e a Faneg, filho de Dodanim, como príncipe dos jafetitas. Doze homens são presos por se recusarem a trazer tijolos, incluindo Abraão, Ló, Naor e vários filhos de Joctã. No entanto, Joctã finalmente salva os doze da ira dos outros dois príncipes.

### Antiguidades Judaicasde Josefo
O historiador judeu-romano Flávio Josefo, em seu livro Antiguidades Judaicas (c. 94 d.C.), recontou a história encontrada na Bíblia Hebraica e mencionou a Torre de Babel. Ele escreveu que foi Ninrode que mandou construir a torre e que Ninrode era um tirano que tentou afastar o povo de Deus. Nesse relato, Deus confundiu o povo em vez de destruí-lo, porque a aniquilação com o Dilúvio não os ensinou a ser piedosos.
Agora foi Ninrode quem os levou a tal afronta e desprezo a Deus. Ele era o neto de Cam, o filho de Noé, um homem ousado e de grande força de mão. Ele os persuadiu a não atribuir isso a Deus como se fosse por seus meios que eles fossem felizes, mas a acreditar que era sua própria coragem que obtinha essa felicidade. Ele também gradualmente transformou o governo em tirania, não vendo outra maneira de desviar os homens do temor de Deus, mas levá-los a uma dependência constante de seu poder… Agora a multidão estava pronta para seguir a determinação de Ninrode e considerá-la uma covardia submeter-se a Deus; e construíram uma torre, sem poupar esforços, nem sendo em qualquer grau negligentes com o trabalho: e, por causa da multidão de mãos empregadas nela, ela cresceu muito, mais cedo do que qualquer um poderia esperar; mas sua espessura era tão grande e tão fortemente construída, que por isso sua grande altura parecia, à vista, ser menor do que realmente era. Foi construída em tijolo queimado, cimentado com argamassa, de betume, de forma a não ser susceptível de entrar água. Quando Deus viu que eles agiram tão loucamente, ele não decidiu destruí-los totalmente, visto que eles não ficaram mais sábios com a destruição dos ex-pecadores [no Dilúvio]; mas ele causou um tumulto entre eles, produzindo neles diversas línguas, e fazendo com que, por causa da multidão dessas línguas, eles não pudessem se entender. O lugar onde eles construíram a torre é agora chamado de Babilônia, por causa da confusão daquela língua que eles entendiam prontamente antes; pois os hebreus querem dizer, pela palavra Babel, confusão. A Sibila também faz menção a esta torre, e à confusão da língua, quando diz assim:—“Quando todos os homens eram de uma mesma língua, alguns deles construíram uma torre alta, como se assim subissem ao céu; mas os deuses enviaram tempestades de vento e derrubaram a torre, e deram a cada um uma linguagem peculiar; e por esta razão que a cidade foi chamada de Babilônia."

### Apocalipse Grego de Baruch

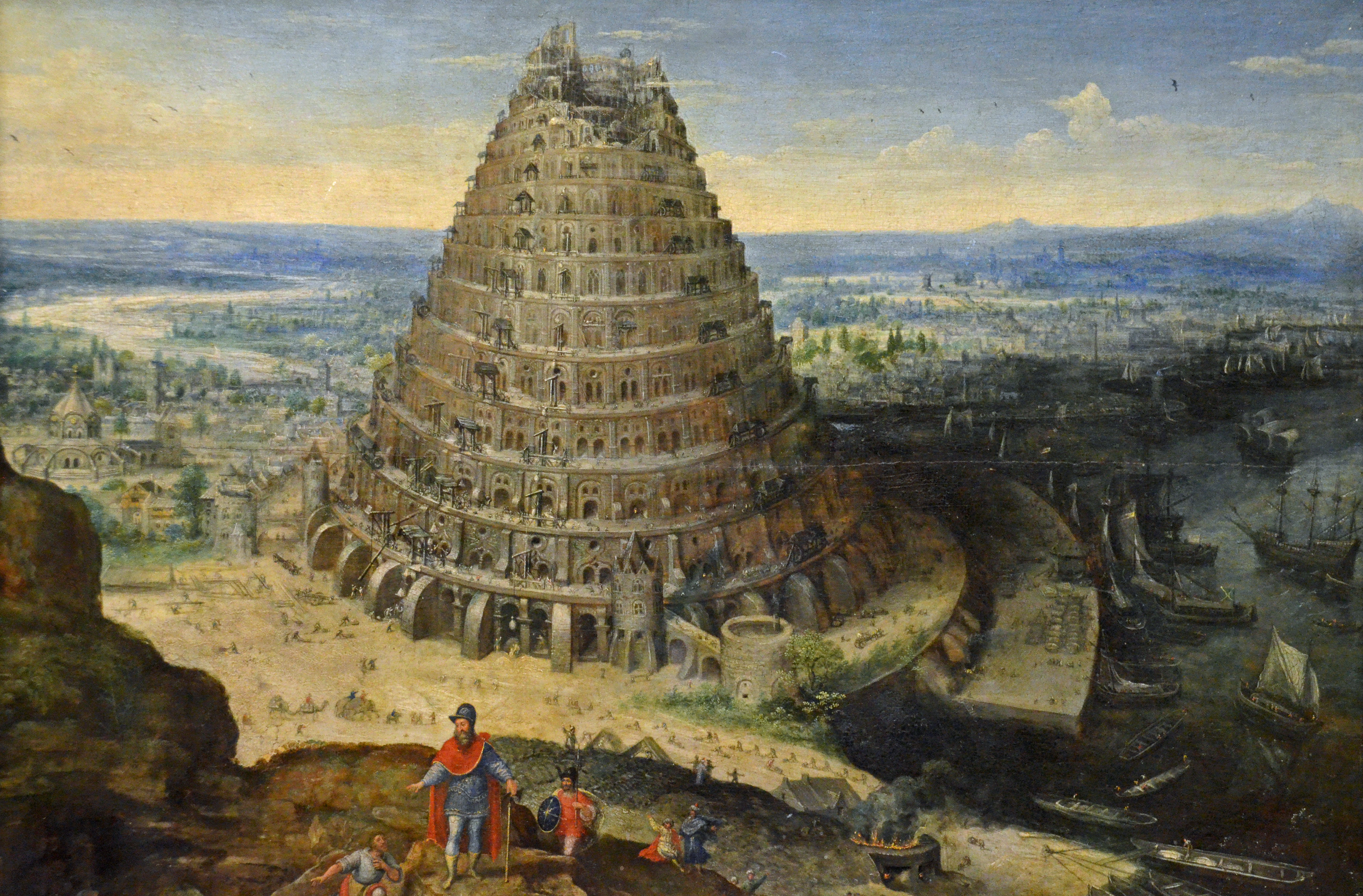
Torre de Babel, de en, 1594, Museu do Louvre

III Baruque, uma das pseudepígrafes, descreve as justas recompensas dos pecadores e dos justos na vida após a morte. Entre os pecadores estão aqueles que instigaram a Torre de Babel. No relato, Baruque é levado pela primeira vez (em uma visão) a ver o lugar de descanso das almas "daqueles que construíram a torre da contenda contra Deus, e o Senhor os baniu". Em seguida, ele é mostrado em outro lugar, e lá, ocupando a forma de cães,
Os que aconselharam a construção da torre, pois os que vês expulsaram multidões de homens e mulheres para fazer tijolos; entre os quais, uma mulher que fabricava tijolos não tinha permissão para ser solta na hora do nascimento do filho, mas gerada enquanto ela estava fazendo tijolos, e carregava seu filho em seu avental, e continuou a fazer tijolos. E o Senhor apareceu a eles e confundiu sua fala, quando eles construíram a torre da altura de quatrocentos e sessenta e três côvados. E tomaram uma verruma e procuraram perfurar os céus, dizendo: Vejamos (se) o céu é feito de barro, ou de bronze, ou de ferro. Quando Deus viu isso, Ele não os permitiu, mas os feriu com cegueira e confusão de palavras, e os interpretou como vês.(Apocalipse grego de Baruque, 3: 5–8)

### Midraxe
A literatura rabínica oferece muitos relatos diferentes de outras causas para a construção da Torre de Babel e das intenções de seus construtores. De acordo com um midraxe, os construtores da Torre, chamada de "geração da secessão" nas fontes judaicas, disseram: "Deus não tem o direito de escolher o mundo superior para Si mesmo e de deixar o mundo inferior para nós; portanto, construiremos nós uma torre, com um ídolo no topo segurando uma espada, para que pareça como se fosse uma guerra contra Deus"(Gen. R. [en] xxxviii. 7 ; Tan., Ed. Buber, Noah, xxvii. et seq.)
A construção da Torre pretendia desafiar não apenas a Deus, mas também a Abraão, que exortou os construtores à reverência. A passagem menciona que os construtores falaram palavras duras contra Deus, dizendo que uma vez a cada 1.656 anos, o céu oscilava de modo que a água se derramava sobre a terra, portanto, eles o sustentariam por colunas para que não houvesse outro dilúvio (Gen. R. l.c.; Tan. l.c.; similarly Josephus, "Ant." i. 4, § 2).
Alguns naquela geração até queriam guerrear contra Deus no céu (Talmud Sanhedrin 109a). Eles foram encorajados neste empreendimento pela noção de que as flechas que atiraram no céu caíram gotejando sangue, de modo que as pessoas realmente acreditaram que poderiam travar uma guerra contra os habitantes dos céus (Sefer haYashar [en], Capítulo 9:12 –36). De acordo com Josephus e Midrash Pirke R. El. xxiv., foi principalmente Ninrode que persuadiu seus contemporâneos a construir a Torre, enquanto outras fontes rabínicas afirmam, ao contrário, que Ninrode se separou dos construtores.
De acordo com outro relato midráxico, um terço dos construtores da Torre foi punido ao ser transformado em criaturas semi-demoníacas e banido para três dimensões paralelas, agora habitadas por seus descendentes.

### Tradição islâmica

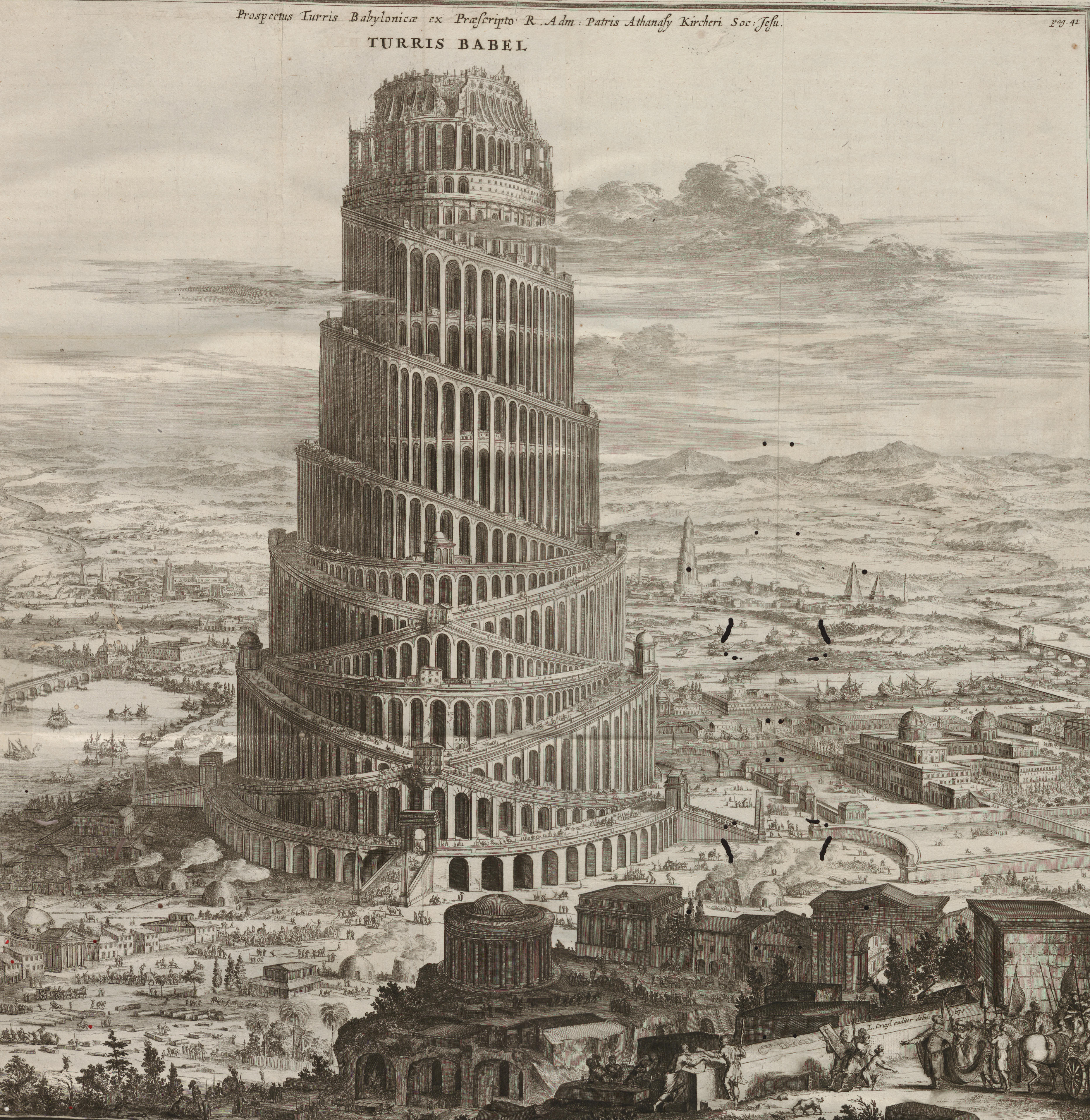
Turris Babel de Athanasius Kircher

Embora não seja mencionado pelo nome, o Alcorão tem uma história com semelhanças com a história bíblica da Torre de Babel, embora ambientada no Egito de Moisés: o faraó pede a Haman que construa uma torre de pedra (ou argila) para que ele possa montá-la para o céu e confrontar o Deus de Moisés.
Outra história na Sura 2:102 menciona o nome de Babil, mas conta a história de quando os dois anjos Harute e Marute [en] ensinaram magia a algumas pessoas na Babilônia e os advertiram de que a magia é um pecado e que ensiná-los é um teste de fé. Um conto sobre Babil aparece mais detalhadamente nos escritos de Yaqut (i, 448 f.) E no Lisān al-ʿArab [fr] (xiii. 72), mas sem a torre: a humanidade foi varrida pelos ventos para a planície que mais tarde foi chamada de "Babil", onde foram atribuídas suas línguas separadas por Deus, e então foram espalhadas novamente da mesma maneira . Na História dos Profetas e Reis [en], do teólogo muçulmano Atabari, do século IX, uma versão mais completa é dada: Ninrode construiu a torre em Babil, Deus a destruiu e a linguagem da humanidade, anteriormente siríaca, é então confundida em 72 idiomas. Outro historiador muçulmano do século XIII, Abulféda relata a mesma história, acrescentando que o patriarca Éber (um ancestral de Abraão) foi autorizado a manter a língua original, o hebraico neste caso, porque ele não participaria da construção.
Embora variações semelhantes à narrativa bíblica da Torre de Babel existam dentro da tradição islâmica, o tema central de Deus separando a humanidade com base na linguagem é estranho ao Islã, de acordo com o autor Yahiya Emerick. Na crença islâmica, ele argumenta, Deus criou as nações para se conhecerem e não para serem separadas.

### Livro de Mórmon
No Livro de Mórmon, um homem chamado Jared e sua família pedem a Deus que sua linguagem não seja confundida na época da "grande torre". Por causa de suas orações, Deus preserva sua linguagem e os conduz ao vale de Ninrode. De lá, eles viajam pelo mar para as Américas.
Apesar de nenhuma menção à Torre de Babel no texto original do Livro de Mórmon, alguns líderes da Igreja Mórmon afirmam que a "grande torre" era de fato a Torre de Babel - como na introdução de 1981 ao Livro de Mórmon - apesar da cronologia do Livro de Éter se alinhar mais de perto com o mito do templo da torre suméria do século XXI a.C. de Enmercar e o Senhor de Arata à deusa Inana . Os apologistas da Igreja também apoiaram essa conexão e argumentam sobre a realidade da Torre de Babel: "Embora haja muitos em nossos dias que considerem fictícios os relatos do Dilúvio e da torre de Babel, os santos dos últimos dias afirmam sua realidade." Em ambos os casos, a igreja acredita firmemente na natureza factual de pelo menos uma "grande torre" construída na região da antiga Suméria / Assíria / Babilônia.

## Confusão de línguas

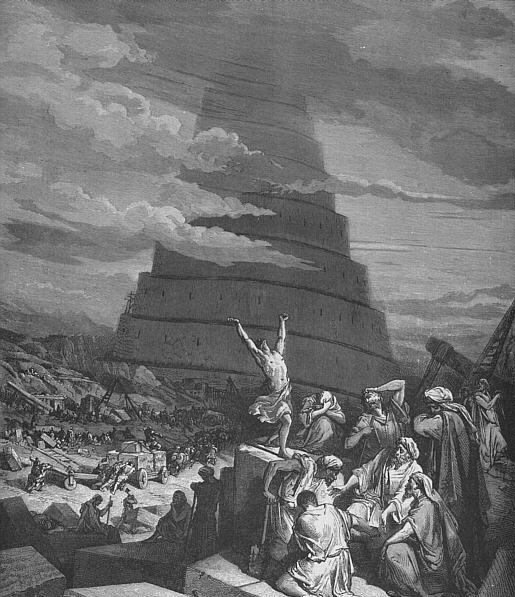
A confusão das línguas, de Gustave Doré, uma xilogravura que representa a Torre de Babel

A confusão de línguas (confusio linguarum) é o mito de origem da fragmentação das línguas humanas descrita em Gênesis 11:1–9, como resultado da construção da Torre de Babel. Antes desse evento, dizia-se que a humanidade falava uma única língua. O Gênesis 10:5 afirma que os descendentes de Jafé, Gomer e Javã se dispersaram "com suas próprias línguas", criando uma aparente contradição. Os estudiosos vêm debatendo ou explicando essa aparente contradição há séculos.
Durante a Idade Média, a língua hebraica foi amplamente considerada a língua usada por Deus para se dirigir a Adão no Paraíso, e por Adão como legislador (a língua adâmica) por vários escolásticos judeus, cristãos e muçulmanos.
Dante Alighieri aborda o assunto em seu De vulgari eloquentia (1302–1305). Ele argumenta que a linguagem Adâmica é de origem divina e, portanto, imutável. Ele também observa que, de acordo com Gênesis, o primeiro ato de fala é devido a Eva, dirigindo-se à serpente e não a Adão. Na Divina Comédia (c. 1308–1320), no entanto, Dante muda sua visão para outra que trata a linguagem adâmica como uma criação de Adão. A consequência disso foi que ele não poderia mais ser considerado imutável e, portanto, o hebraico não poderia ser considerado idêntico ao idioma do Paraíso. Dante conclui (Paradiso XXVI) que o hebraico deriva da língua de Adão. Em particular, o principal nome hebraico para Deus na tradição escolástica, El, deve ser derivado de um nome adâmico diferente para Deus, que Dante dá como I.
Antes da aceitação da família de línguas indo-europeias, essas línguas eram consideradas "jafetitas" por alguns autores (por exemplo, Rasmus Rask em 1815). A partir da Europa renascentista, a prioridade sobre o hebraico foi reivindicada para as supostas línguas japonesas, que supostamente nunca foram corrompidas porque seus falantes não haviam participado da construção da Torre de Babel. Entre os candidatos a um descendente vivo da língua adâmica estavam: gaélico (ver Auraicept na n-Éces); toscano (Giovanni Battista Gelli [en], 1542, Piero Francesco Giambullari [en], 1564); holandês (Goropius Becanus, 1569, Abraham Mylius [en], 1612); sueco ( Olaus Rudbeck, 1675); alemão (Georg Philipp Harsdörffer [en], 1641, Schottel [en], 1641). O médico sueco Andreas Kempe [en] escreveu um tratado satírico em 1688, onde zombava da disputa entre os nacionalistas europeus para reivindicar sua língua nativa como a língua adâmica. Caricaturando as tentativas do sueco Olaus Rudbeck de pronunciar o sueco como a língua original da humanidade, Kempe escreveu uma paródia contundente em que Adão falava dinamarquês, Deus falava sueco e a serpente francês.
A primazia do hebraico ainda era defendida por alguns autores até o surgimento da lingüística moderna na segunda metade do século XVIII, por exemplo, por Pierre Besnier [fr] (1648–1705) em Um ensaio filosófico para a reunião das línguas, ou, a arte de conhecer tudo pelo domínio de um (1675) e por Gottfried Hensel (1687–1767) em sua Sinopse Universae Philologiae [fr] (1741).

## Linguística
Por muito tempo, a linguística histórica lutou com a ideia de uma única língua original. Na Idade Média, e até o século XVII, foram feitas tentativas para identificar um descendente vivo da língua adâmica.

### Multiplicação de línguas

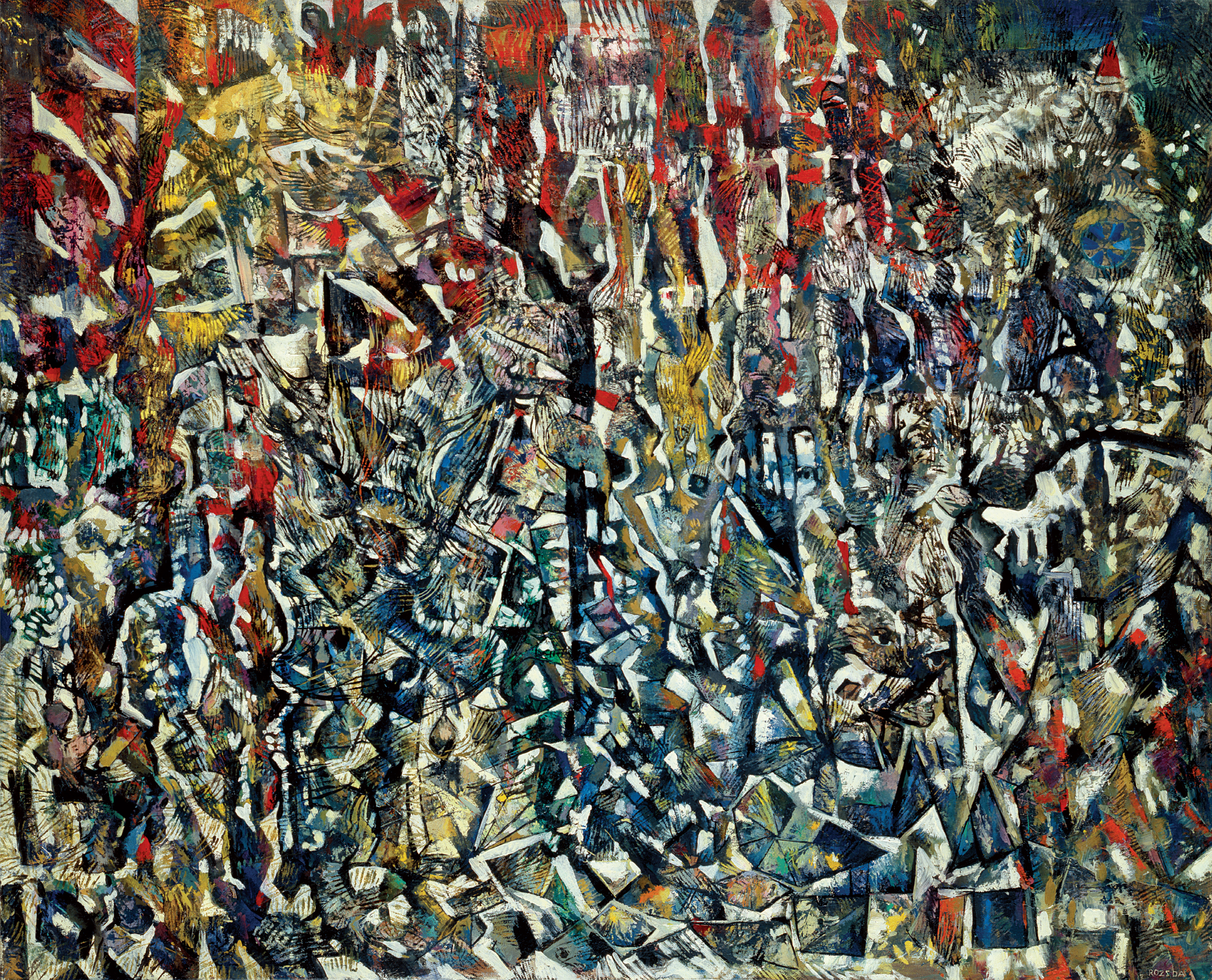
Torre de Babel de Endre Rozsda (1958)

A crença literal de que a variedade linguística mundial se originou com a torre de Babel é pseudolinguística, e é contrária aos fatos conhecidos sobre a origem e a história das línguas.
Na introdução bíblica do relato da Torre de Babel, em Gênesis 11:1, é dito que todos na Terra falavam a mesma língua, mas isso é inconsistente com a descrição bíblica do mundo pós-Noé descrito em Gênesis 10:5, onde é dito que os descendentes de Sem, Ham e Jafé deram origem a diferentes nações, cada uma com sua própria língua.
Também existem várias tradições em todo o mundo que descrevem uma confusão divina de uma língua original em várias, embora sem nenhuma torre. Além do mito grego antigo de que Hermes confundiu as línguas, fazendo com que Zeus desse seu trono a Phoroneus, Frazer menciona especificamente tais relatos entre os Wasania do Quênia, os Zeme Naga [en] do Nordeste da Índia, os habitantes de Encounter Bay [en] na Austrália, os Maidu de Califórnia, os tlingit do Alasca e os quichés da Guatemala.
O mito estoniano da "culinária de línguas" também foi comparado.

### Enumeração de línguas dispersas
Existem vários relatos historiográficos medievais que tentam fazer uma enumeração das línguas espalhadas na Torre de Babel. Como uma contagem de todos os descendentes de Noé listados por nome no capítulo 10 de Gênesis (LXX) fornece 15 nomes para os descendentes de Jafé, 30 para Cam, e 27 para Sem, esses números foram estabelecidos como as 72 línguas resultantes da confusão em Babel—Embora a lista exata desses idiomas tenha mudado com o tempo. (A Bíblia LXX tem dois nomes adicionais, Elisa e Cainan, não encontrados no texto massorético deste capítulo, então as primeiras tradições rabínicas, como a Mishna, falam em vez de "70 idiomas"). Algumas das primeiras fontes de 72 (às vezes 73) línguas são os escritores cristãos do século II Clemente de Alexandria (Stromata I, 21) e Hipólito de Roma (Sobre os Salmos 9); é repetido no livro siríaco Caverna dos Tesouros (c. 350), Panarion por Epifânio de Salamina (c. 375) e A Cidade de Deus 16.6 (c. 410) por Santo Agostinho   As crônicas atribuídas a Hipólito (c. 234) contêm uma das primeiras tentativas de listar cada um dos 72 povos que se acreditava terem falado essas línguas.
Isidoro de Sevilha em seu Etymologiae (c. 600) menciona o número de 72; no entanto, sua lista de nomes da Bíblia exclui os filhos de Joctã e substitui os filhos de Abraão e Ló, resultando em apenas cerca de 56 nomes no total; ele então anexa uma lista de algumas das nações conhecidas em sua época, como os Longobardos e os Francos . Esta lista provou ser bastante influente em relatos posteriores que tornaram os próprios lombardos e francos descendentes de netos epônimos de Jafé, por exemplo, a Historia Brittonum (c. 833), Os prados de ouro de al Masudi (c. 947) e o Livro de Estradas e Reinos de Albacri (1068), o Lebor Gabála Érenn do século XI e as compilações midráshicas Yosippon (c. 950), Crônicas de Jerameel e Sefer haYashar [en].
Outras fontes que mencionam 70 ou 72 línguas espalhadas por Babel são o antigo poema irlandês Cu cen mathair de Luccreth moccu Chiara (fl. c.  605); a obra monástica irlandesa Auraicept na n-Éces ; História dos Profetas e Reis [en], do historiador persa Atabari (c. 915); o diálogo anglo-saxão Salomão e Saturno [en]; a Crônica de Nestor russa (c. 1113); a obra cabalística judaica Bahir (1174); o Prose Edda de Snorri Sturluson (c. 1200); o Livro da Abelha siríaco (c. 1221); o Gesta Hunnorum et Hungarorum [en] (c. 1284; menciona 22 para Sem, 31 para Ham e 17 para Jafé para um total de 70); A conta 1300 de Villani; e o rabínico Midrash HaGadol [en] (século XIV). Villani acrescenta que “começou 700 anos após o Dilúvio, e decorreram 2 354 anos desde o início do mundo até à confusão da Torre de Babel. E descobrimos que eles estiveram 107 anos trabalhando nisso; e os homens viveram muito naqueles tempos". De acordo com a Gesta Hunnorum et Hungarorum, no entanto, o projeto foi iniciado apenas 200 anos após o Dilúvio.
A tradição de 72 idiomas persistiu em tempos posteriores. Tanto José de Acosta, no tratado De procuranda indorum salute, de 1576, como António Vieira, um século mais tarde, no seu Sermão da Epifania, expressaram espanto com o quanto este 'número de línguas' poderia ser ultrapassado, existindo centenas de línguas mutuamente ininteligíveis nativas apenas de Peru e Brasil.

## Altura
O livro do Gênesis não menciona a altura da torre. A frase usada para descrever a torre, "seu topo no céu", era uma expressão idiomática para altura impressionante; em vez de sugerir arrogância, isso era simplesmente uma expressão para altura.
O Livro dos Jubileus menciona a altura da torre como sendo 5 433 côvados e 2 palmas, ou 2 484 m, cerca de três vezes a altura do Burj Khalifa, ou cerca de 2,5 quilômetros de altura. O Terceiro Apocalipse de Baruch menciona que a 'torre da contenda' atingiu uma altura de 463 côvados, ou 211,8 m, mais alto do que qualquer estrutura construída na história da humanidade até a construção da Torre Eiffel em 1889, que tem 324 m de altura.
Gregório de Tours, escrevendo c. 594, cita o historiador anterior Orosius (c. 417) dizendo que a torre foi "colocada quadrangular em uma planície muito plana. Sua parede, feita de tijolo cozido cimentado com piche, tem cinquenta côvados (23 m ou 75 pés) de largura, duzentos (91,5 m ou 300 pés) de altura e quatrocentos e setenta estádios (82,72 km ou 51,4 milhas) de circunferência . Um estádio era uma unidade de comprimento da Grécia Antiga, baseada na circunferência de um estádio esportivo típico da época, que tinha cerca de 176 m. Vinte e cinco portões estão situados em cada lado, o que dá cem ao todo. As portas desses portões, de tamanho maravilhoso, são fundidas em bronze. O mesmo historiador conta muitas outras histórias desta cidade, e diz: "Embora tal fosse a glória de sua construção, ela foi conquistada e destruída".
Um típico relato medieval é dado por Giovanni Villani (1 300): Ele relata que "media 130 quilômetros em volta e já tinha 4 000 passos de altura, ou 5,92 km e 1 000 passos de espessura, e cada passo equivale a três de nossos pés." O viajante do século XIV John Mandeville [en] também incluiu um relato da torre e relatou que sua altura era de 64 estádios, ou 13 km, de acordo com os habitantes locais.
O historiador do século XVII Verstegan [en] fornece mais um número — citando Isidoro, ele diz que a torre tinha 5 164 passos de altura, ou 7,9 km, e citando Josefo que a torre era mais larga do que alta, mais parecida com uma montanha do que com uma torre. Ele também cita autores anônimos que dizem que o caminho em espiral era tão largo que continha alojamentos para trabalhadores e animais, e outros autores que afirmam que o caminho era largo o suficiente para ter campos para o cultivo de grãos para os animais usados na construção.
Em seu livro Estruturas: ou por que as coisas não caem (Pelican 1978–1984), o professor J.E. Gordon [en] considera a altura da Torre de Babel. Ele escreveu: "tijolo e pedra pesam cerca de 120 lb por pé cúbico (2 000 kg por metro cúbico) e a resistência ao esmagamento desses materiais é geralmente melhor do que 6 000 libras por polegada quadrada ou 40 megapascais. A aritmética elementar mostra que uma torre com paredes paralelas poderia ter sido construída a uma altura de 2,1 km antes que os tijolos do fundo fossem esmagados. No entanto, fazendo as paredes estreitarem em direção ao topo eles … poderiam muito bem ter sido construídos a uma altura onde os homens de Sinar ficariam sem oxigênio e teriam dificuldade para respirar antes que as paredes de tijolo fossem esmagadas por seu próprio peso morto."

## Na cultura popular
O retrato influente de Pieter Brueghel é baseado no Coliseu em Roma, enquanto as representações cônicas posteriores da torre (como representadas na ilustração de Doré) se assemelham a torres muçulmanas muito posteriores observadas por exploradores do século XIX na área, notavelmente o Minarete de Samarra . M. C. Escher retrata uma estrutura geométrica mais estilizada em xilogravura que representa a história.
O compositor Anton Rubinstein escreveu uma ópera baseada no conto Der Thurm zu Babel [en]. O coreógrafo americano Adam Darius encenou uma interpretação teatral multilíngue de A Torre de Babel em 1993 em Londres.
O filme Metrópolis de Fritz Lang, de 1927, em flashback, joga com o tema da falta de comunicação entre os projetistas da torre e os trabalhadores que a estão construindo. A curta cena mostra como as palavras usadas por seus projetistas para glorificar a construção da torre assumiram significados totalmente diferentes e opressivos para os trabalhadores. Isso levou à sua destruição, uma vez que se levantaram contra os designers por causa das condições de trabalho insuportáveis. A aparência da torre foi modelada após a pintura de 1563 de Brueghel.
O filósofo político Michael Oakeshott pesquisou variações históricas da Torre de Babel em diferentes culturas e produziu uma versão moderna de sua autoria em seu livro de 1983, On History. Em sua recontagem, Oakeshott expressa desdém pela disposição humana de sacrificar a individualidade, a cultura e a qualidade de vida por grandes projetos coletivos. Ele atribui esse comportamento ao fascínio pela novidade, insatisfação persistente, ganância e falta de autorreflexão.
O romance Babel Tower (1996) de A.S. Byatt [en] trata da questão “se a linguagem pode ser compartilhada, ou, se isso se revelar ilusório, como os indivíduos, ao falarem uns com os outros, não se entendem”.
O escritor de ficção científica Ted Chiang escreveu uma história chamada "Torre da Babilônia", que imaginava um mineiro escalando a torre até o topo, onde encontra a abóbada do céu.
Este episódio bíblico é dramatizado na série de televisão indiana Bible Ki Kahaniyan, que foi ao ar no DD National em 1992.
O romancista argentino Jorge Luis Borges escreveu uma história chamada "La biblioteca de Babel".